# 埃德蒙多·冈萨雷斯·乌鲁蒂亚
埃德蒙多·冈萨雷斯·乌鲁蒂亚（西班牙語：Edmundo González Urrutia，1949年8月29日—）是委内瑞拉反对派政治人物、外交官和政治分析家，欧洲议会所承认的委内瑞拉合法总统。他曾担任委内瑞拉驻阿根廷和阿尔及利亚大使。除此之外，冈萨雷斯还是《国民报》的编辑委员会成员。他是2024年委内瑞拉总统大选政治联盟民主统一纲领所推举的总统候选人。

## 2024年總統大選
2024年，龔薩雷茲作為委内瑞拉主要反對黨的總統候選人，選後反對派陣營堅稱龔薩雷茲取得了壓倒性勝利。9月2日，委內瑞拉檢察官辦公室表示，法院批准檢方以犯下嚴重罪行為由申請對龔薩雷茲發出逮捕令。9月8日，冈萨雷斯乘坐西班牙空军的飞机离开委内瑞拉前往西班牙，而西班牙外交部宣布對其給予政治庇護；冈萨雷斯表示，他在马杜罗政府官员胁迫之下签署了一封承认自己失败的信，以换取放行他离开委内瑞拉。9月19日，欧洲议会决议承认冈萨雷斯为合法当选的委内瑞拉总统。

## 另見
- 維基新聞相關報導：被委內瑞拉當局緝捕 反對派領袖逃亡赴西班牙尋庇護